# Dumfries and Galloway
Le Dumfries and Galloway est une council area et une ancienne région d'Écosse, qui couvre la partie ouest des Southern Uplands, dans le sud de l'Écosse, avec pour siège la ville de Dumfries. C'est une région de collines et de prairies avec des exploitations agricoles rentables.
Le Galloway Forest Park est pratiquement le seul endroit d'Écosse où la forêt a été réimplantée à grande échelle.
La presqu'île des Rhinns of Galloway, au sud-ouest, est plus tournée vers la mer. Stranraer est le port d'où l'on embarque pour l'Irlande du Nord. Le rivage est par endroits constitué de falaises impressionnantes où les vagues viennent se briser les jours de mer forte.
Le point le plus au sud de l'Écosse, le Mull of Galloway se trouve dans le district, plus précisément dans le Wigtownshire.
Dumfries (env. 32 000 habitants) est un centre de tourisme où le souvenir du poète Robert Burns est très présent.
La circonscription administrative régionale a été créée le 15 mai 1975 par la fusion de trois comtés traditionnels : le Dumfriesshire, le Kirkcudbrightshire (aussi connu comme le Stewartry of Kirkcudbright) et le Wigtownshire. Les deux derniers comtés formaient la région historique de Galloway. La région a existé jusqu'au 31 mars 1996 où elle fut remplacée par un council area qui recouvre exactement la même zone géographique.
Quand elle était une région, elle était divisée en 4 districts :
| District                                | Siège         | Population (estimation en 1994) |
| --------------------------------------- | ------------- | ------------------------------- |
| Annandale and Eskdale                   | Annan         | 37 130                          |
| Nithsdale                               | Dumfries      | 57 220                          |
| Stewartry                               | Kirkcudbright | 23 690                          |
| Wigtown (originellement appelé Merrick) | Stranraer     | 30 077                          |

## Images

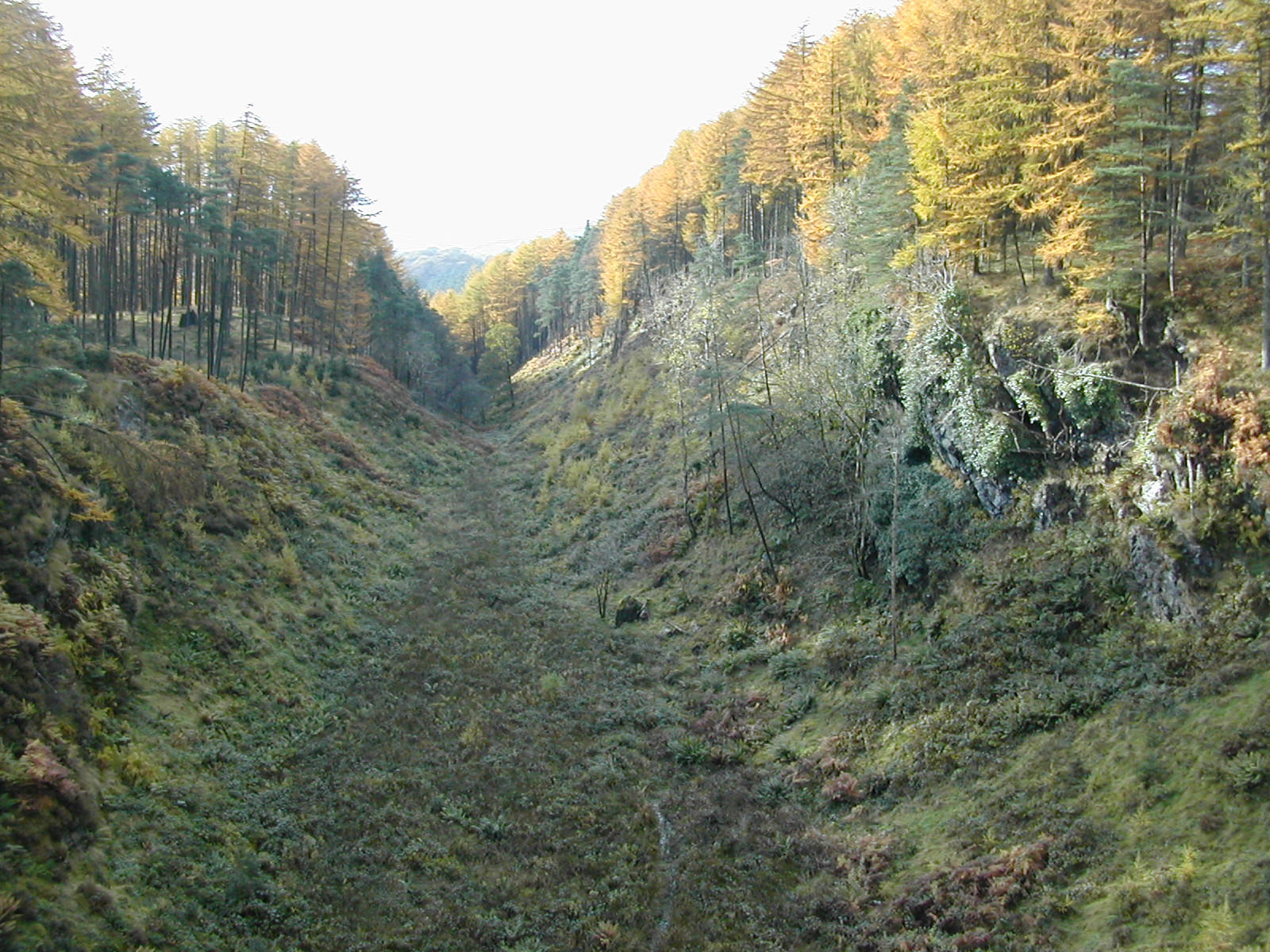
Le Galloway Forest Park
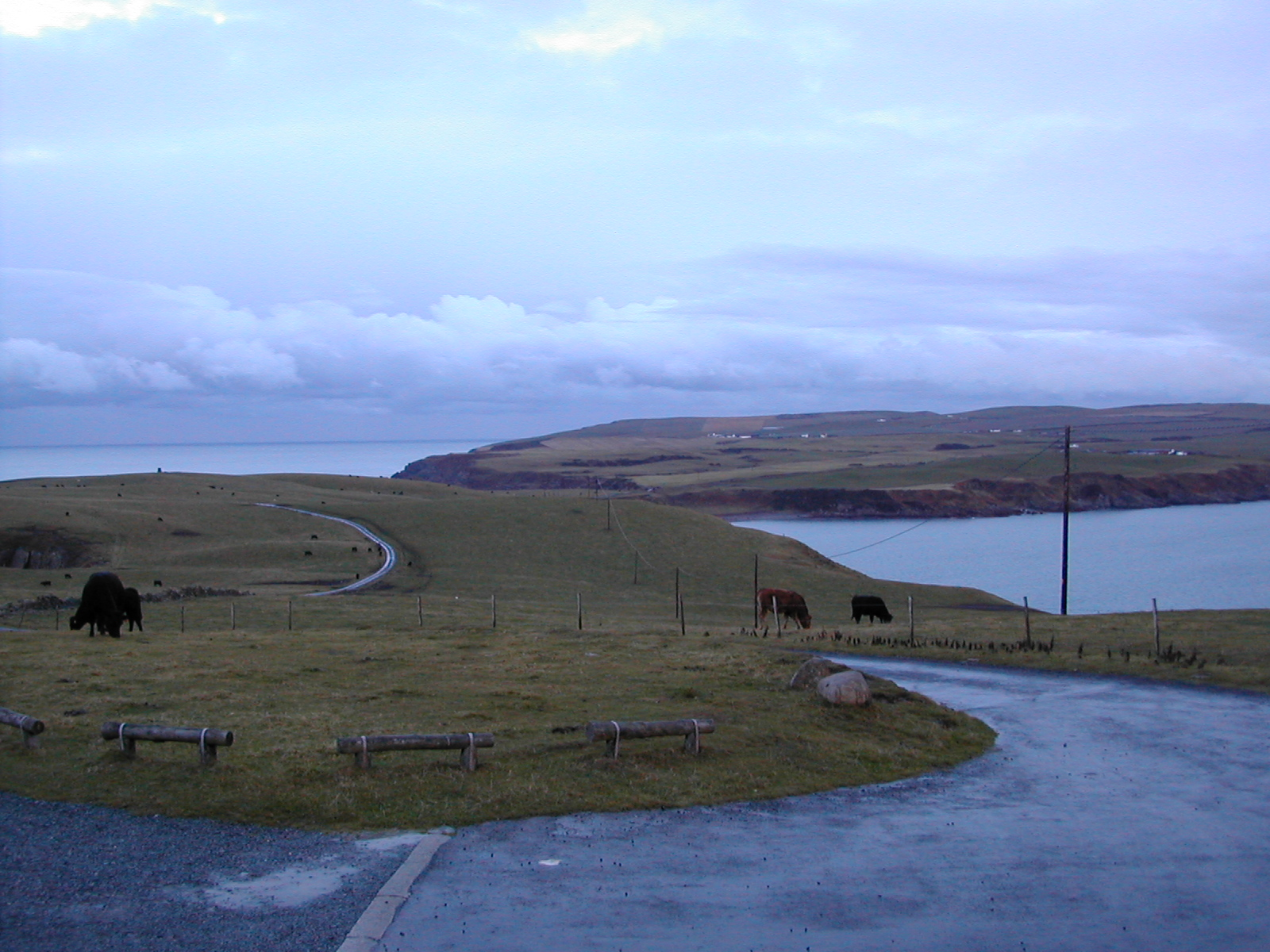
Le Mull of Galloway
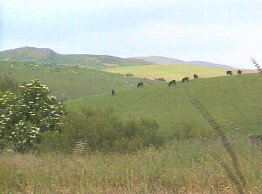
Paysage du Galloway